# Amir Zargari
Amir Zargari (Khomeyn, 1980. július 31. –) iráni profi kerékpáros. Országúton és pályán egyaránt versenyez. Jelenleg nincs csapata.

## Eredményei pálya-kerékpározásban
1998
3. - Ázsiai Játékok - Pontverseny
2002
2. - Ázsiai Játékok - Csapat üldözőverseny
2006
2. - Ázsiai Játékok - Csapat üldözőverseny
3. - Ázsiai Játékok - Madison

## Eredményei országúti versenyzésben
| 1999 9., összetettben - Tour of South China Sea 2001 6., összetettben - Tour de Saudi Arabia 2004 4., összetettben - Azerbaďjan Tour 2005 2., Iráni országúti bajnokság - Időfutam 2., Iráni országúti bajnokság - Mezőnyverseny 4., összetettben - Tour of Milad do Nuor 6., összetettben - Presidential Tour of Turkey 9., összetettben - Kerman Tour 2006 1., 3. szakasz - Kerman Tour 1., 7. szakasz - Presidential Tour of Turkey 5., összetettben - Tour of Milad do Nuor 6., összetettben - Azerbaďjan Tour 1., 7. szakasz 8., összetettben - Tour of East Java 1., 2. szakasz 8., Ázsiai országúti bajnokság - Mezőnyverseny 2007 4., összetettben - Tour of Milad do Nuor 1., 2. szakasz 2008 1., 2. szakasz - Kerman Tour 2., összetettben - Tour d'Indonesia 5., összetettben - Tour of Thailand 7., összetettben - Tour of Hainan | 2009 2., összetettben - Tour de Singkarak 2., Iráni országúti bajnokság - Időfutam 4., összetettben - Tour of East Java 4., összetettben - Tour of Milad do Nuor 4., összetettben - Azerbaďjan Tour 5., Iráni országúti bajnokság - Mezőnyverseny 6., összetettben - Tour d'Indonesia 8., összetettben - Presidential Tour of Iran 2010 2., összetettben - Azerbaďjan Tour 1., 2. szakasz 3., összetettben - Tour of Singkarak 1., 2b szakasz 1., 4. szakasz 3., összetettben - Kerman Tour 1., 1. szakasz 4., összetettben - Milad De Nour Tour 5., összetettben - Tour de Langkawi 2011 1., összetettben - Tour of Singkarak 1., 2. szakasz 1., 5. szakasz 2., összetettben - International Presidency Tour of Iran 3., összetettben - Tour de Filipinas 3., összetettben - Milad De Nour Tour 3., összetettben - UCI Asia Tour 5., Iráni országúti bajnokság - Időfutam 6., Iráni országúti bajnokság - Mezőnyverseny 9., összetettben - Tour of Qinghai Lake 2012 2., Iráni országúti bajnokság - Mezőnyverseny 5., Iráni országúti bajnokság - Időfutam 7., Ázsiai országúti bajnokság - Mezőnyverseny |